# Rodrigo Archubi
Rodrigo Archubi est un footballeur argentin né le 6 juin 1985 à Remedios de Escalada qui évolue au poste de milieu de terrain.
Rodrigo Archubi évolue durant la majorité de sa carrière en Argentine, avec le club de première division River Plate entre 2008 et 2010. Archubi fait également partie des 21 joueurs victorieux lors de la Coupe du monde des moins de 20 ans de 2005.

## Biographie
Rodrigo Archubi commence sa carrière professionnelle en 2003 au Club Atlético Lanús. Il fait ses débuts avec le club lors d'une défaite à domicile 1 but à 0 le 29 juin 2003. En 2005, Archubi remporte avec l'équipe d'Argentine des moins de 20 ans la Coupe du monde des moins de 20 ans. Une année plus tard, il découvre les compétitions internationales en marquant quatre buts en six matchs de Copa Sudamericana 2006.
En 2007, il rejoint l'Olympiakos sous forme de prêt mais ne parvient pas à s'installer dans son pays d'origine. Après avoir remporté la Supercoupe de Grèce en octobre 2007, il retourne en Argentine, en première division, au Club Atlético River Plate.
Archubi fait ses débuts en Copa Libertadores en 2008 et remporte la même année le titre de champion d'Argentine. Après un match nul 2 buts partout contre le Club de Gimnasia y Esgrima La Plata, il est contrôlé positif au cannabis lors d'un contrôle. Alors qu'il risque une suspension de deux ans, il est finalement autorisé à rejouer après trois mois de suspension, en mars 2010,. Son contrat est ainsi résilié par son club de River Plate.
En 2011, après quelques mois à l'écart des terrains, Archubi commence à s'entraîner avec l'Esporte Clube Juventude. Au Brésil, il joue un total de huit matchs et marque trois buts en troisième division brésilienne. En août 2011, Archubi signe pour une année au Kazma Sporting Club, au Koweït, pour 500 000 £. Malgré quelques difficultés d'adaptation, il signe de bonnes performances et marque un total de 5 buts en 13 matchs.
En 2012, Rodrigo Archubi retourne en Argentine et rejoint le Boca Unidos, qui évolue alors en deuxième division. Il quitte finalement le club après deux saisons pour s'engager avec le Sportivo Italiano. En 2015, il rejoint finalement le Club de Deportes La Serena qui évolue en deuxième division chilienne.

## Palmarès
Avec l'équipe d'Argentine des moins de 20 ans, Archubi remporte la Coupe du monde de football des moins de 20 ans 2005.